# Mauricio en los Juegos Olímpicos de Los Ángeles 1984
Mauricio estuvo representado en los Juegos Olímpicos de Los Ángeles 1984 por cuatro deportistas, tres hombres y una mujer, que compitieron en atletismo.
El equipo olímpico mauriciano no obtuvo ninguna medalla en estos Juegos.